# 이와누마번
이와누마 번(일본어: 岩沼藩 이와누마한[*])은 지금의 일본 미야기현 이와누마시에 있던 센다이번의 지번이다. 번주 가문은 다무라 가문인데 본래는 다테 가문의 일족이다. 가격은 도자마 다이묘이며, 고쿠다카는 3만 석이다.

## 번의 역사
다무라 기요아키의 딸 요시히메는 다테 마사무네의 정실이었다. 그런데 그녀의 출신인 다무라 가문은 1590년, 도요토미 히데요시가 벌인 오다와라 정벌에 참전하지 않은 탓에 영지를 몰수당하였다. 마사무네가 죽고 요시히메와의 사이에서 나온 아들 다테 다다무네가 센다이번의 가독을 이었고, 다다무네는 1653년, 요시히메의 유언에 따라 자신의 셋째 아들 무네요시로 하여금 다무라 가문의 가독을 잇게 함으로써 다무라 가문을 부흥시켰다. 1660년, 어린 나이의 다테 쓰나무라가 센다이 번주가 되면서, 무네요시는 쓰나무라의 보좌역을 담당하였고 더불어서 나토리 군 이와누마의 3만 석 영지를 분할받아 이와누마 번의 초대 번주가 되었다.
1671년, 다테 소동이 발생하자 그 책임을 추궁당하고 연좌 처분되어 폐문에 처해졌으나 이듬해 그 죄를 용서받았다. 1678년, 무네요시가 에도에서 사망하자 둘째 아들인 다무라 다쓰아키가 그 뒤를 이었지만, 1681년, 이와누마에서 이치노세키로 이봉되면서 이와누마 번은 폐지되었다. 다무라 가문은 이치노세키번으로 그 가독이 이어졌다.

## 역대 번주
1. 다무라 무네요시(田村宗良) 재위 1660년 ~ 1678년
2. 다무라 다쓰아키(田村建顕) 재위 1678년 ~ 1681년

## 같이 보기
- 센다이번
- 이치노세키번